# Anni 510 a.C.
Gli anni 510 a.C. sono il decennio che comprende gli anni dal 519 a.C. al 510 a.C. inclusi.

## Nati
- Serse I di Persia, re persiano († 465 a.C.)514 a.C.
- Lucio Siccio Dentato, politico e militare romano († 450 a.C.)510 a.C.
- Cimone, generale e politico ateniese († 450 a.C.)

## Morti
- Amaninatakilebte, re516 a.C.
- Stesagora, militare e politico ateniese515 a.C.
- Arcesilao III di Cirene, sovrano514 a.C.
- Ipparco, greco antico511 a.C.
- Annei, imperatore giapponese (n. 567 a.C.)510 a.C.
- Asdrubale I, condottiero e sovrano cartaginese